# Heterozyga coppatias
Heterozyga coppatias là một loài bướm đêm thuộc họ Oecophoridae. Nó được tìm thấy ở Úc.

## Hình ảnh

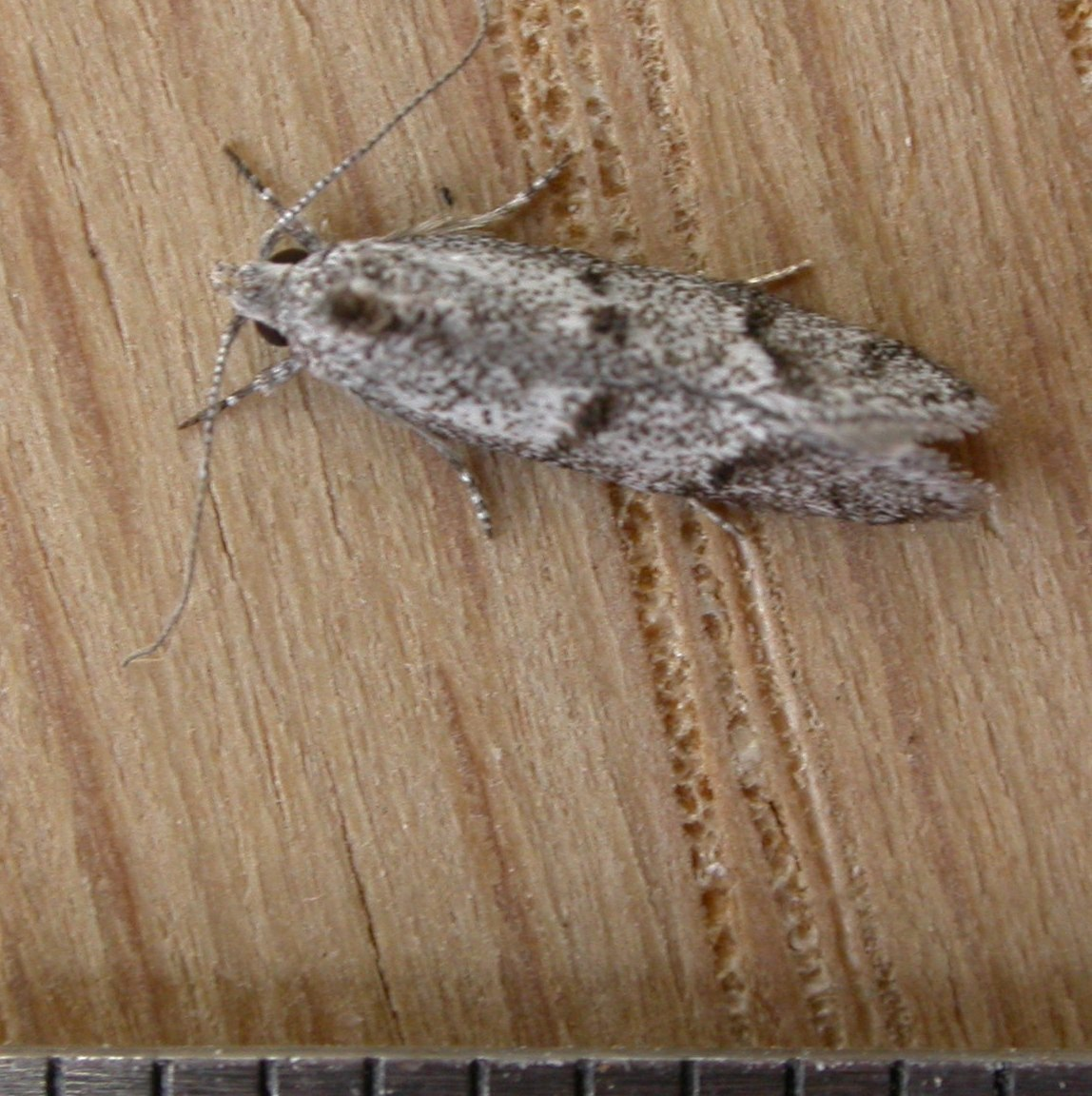